# Pietro degli Ubaldi

De duobus fratibus et aliis sociis, 1563 (Fondazione Mansutti, Milano).

Pietro degli Ubaldi (Perugia, 1335 – ...) è stato un giurista italiano.

## Biografia
Era fratello di Angelo e Baldo degli Ubaldi. Laureato in diritto e docente a Firenze fino al 1364, quando fece ritorno a Perugia. Svolse numerosi incarichi pubblici, tra cui ambasciatore di Città di Castello e capitano guelfo, poi diplomatico alla corte di papa Bonifacio IX; partecipò ai lavori del trattato con il duca milanese Gian Galeazzo Visconti per garantire la libertà ai perugini.
Il suo trattato De duobus fratribus et aliis sociis è diviso in quindici argumenta, con cui espose la disciplina giuridica del diritto commerciale, con attenzione al contratto di società, tra cui la ripartizione di spese e utili tra soci, i diritti di terzi, le azioni di ogni socio, la prescrizione dell'azione per gli amministratori e la cessazione del contratto.

## Opere

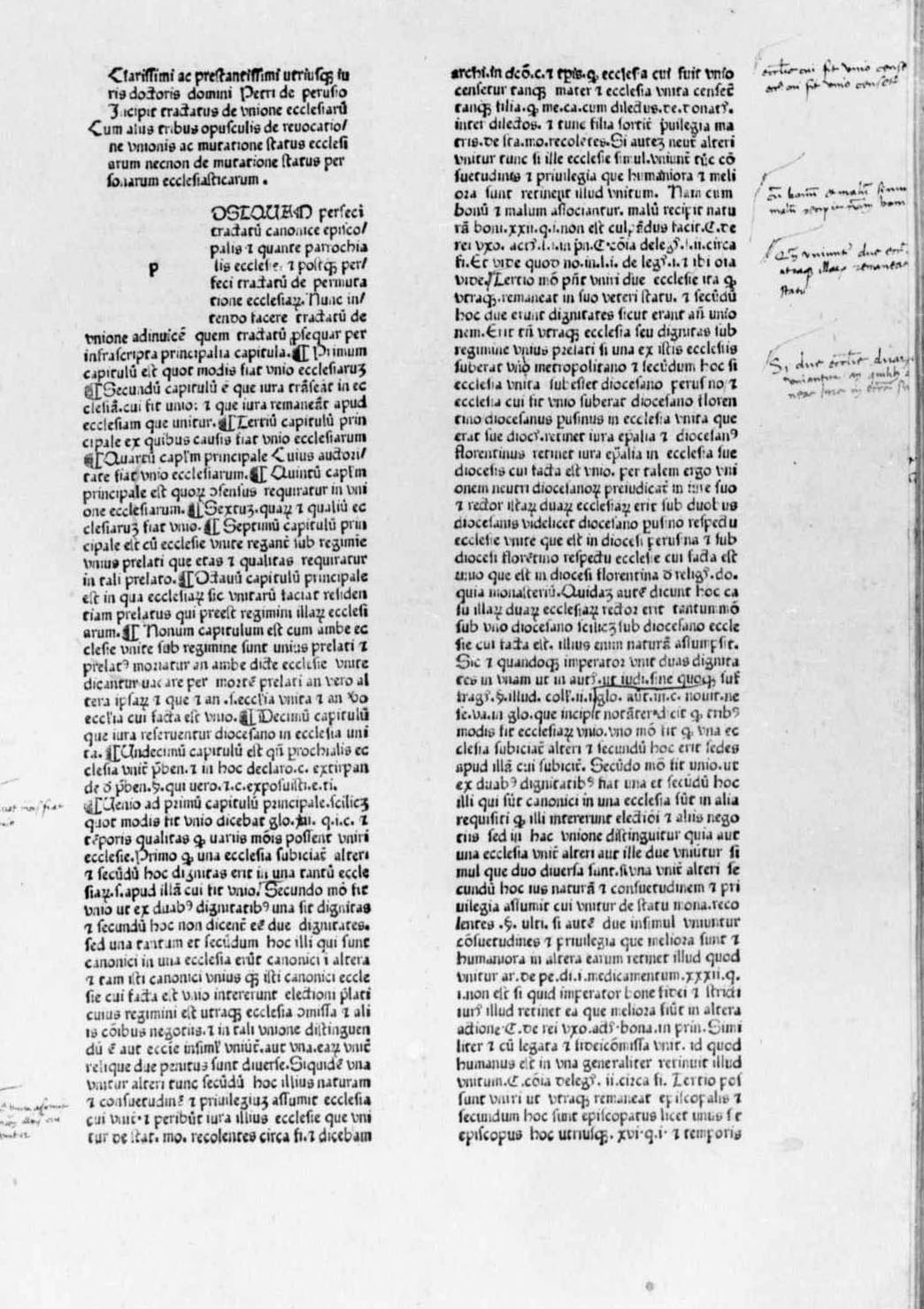
De unione ecclesiarum, 1477

- De duobus fratribus et aliis sociis
- De portione canonica
- De beneficiorum collatione
- De unione ecclesiarum
  - (LA) De unione ecclesiarum, Napoli, Tipografo del Nicolaus de Lyra, 1477.